# Poesia metafisica
La poesia metafisica caratterizzò la letteratura del XVII secolo ed è una singolare ed elaboratissima mescolanza di passioni e di pensiero in cui le emozioni sono espresse in modo intellettuale, con raziocinio e concettismo. 
Proprio a questo riguardo le furono mosse delle critiche da John Dryden che ne rifiutava il modo cerebrale e manierisitico di esprimere i sentimenti.
Particolare della poesia metafisica è l'uso di un linguaggio figurato, legato alla nuova sensibilità dell'epoca e al nuovo sapere scientifico. 
Questo stile si manifestò sia nella poesia amorosa (John Donne e Andrew Marvell) sia in quella a carattere religioso (George Herbert, Henry Vaughan e Richard Crashaw)
I poeti metafisici erano un ampio gruppo di poeti britannici che in comune avevano l'interesse per questioni metafisiche e il metodo di investigazione di tali questioni. 
Questi poeti non formarono mai un movimento o una scuola, anzi, molti di loro non si conoscevano nemmeno e non 
avevano mai letto le opere degli altri. Il nome "metafisici" fu adoperato solo molto tempo dopo da Samuel Johnson, che, nella stesura del suo dizionario, riprese il termine usato da John Dryden nel commentare la poesia di John Donne.
La poesia metafisica trovò nuova fortuna agli inizi del Novecento, quando fu riscoperta ed ispirò molti autori modernisti come Thomas Stearns Eliot e William Butler Yeats

## Importanti poeti metafisici
- John Donne (1572 – 1631)
- Thomas Carew
- Richard Crashaw
- George Herbert (1593 – 1633)
- Andrew Marvell
- Saint Robert Southwell (1561 – 1595)
- Thomas Traherne (1636 circa – 1674)
- Henry Vaughan (1622 – 1695)